# Invasione spagnola dell'Inghilterra del 1597
L'invasione spagnola dell'Inghilterra del 1597 (detta anche Armada spagnola del 1597) fu uno dei principali eventi bellici che ebbero luogo tra ottobre e novembre del 1597 come parte della Guerra anglo-spagnola (1585-1604). L'armada era il terzo tentativo della Spagna di invadere le isole britanniche e venne predisposta da re Filippo II di Spagna come vendetta per l'attacco di Cadice successivo al fallimento della Seconda Armada spagnola mesi prima a causa di una tempesta. L'Armada era comandata dall'Adelantado, Martín de Padilla, il quale sperava di intercettare e distruggere la flotta inglese al comando di Robert Devereux, II conte di Essex, di ritorno dalla sua spedizione nelle Azzorre. Quando prese contatto col nemico, l'Armada si portò alla cattura dei porti importanti di Falmouth e Milford Haven che sarebbero stati utilizzati come base per l'invasione dell'Inghilterra.
Quando gli spagnoli giunsero nel Canale della Manica, ad ogni modo, le navi vennero comunque disperse da una tremenda tempesta. Malgrado ciò, alcune navi comunque riuscirono a spostarsi dal centro della tempesta e persino a sbarcare delle truppe sulle coste inglesi e gallesi. La flotta inglese di ritorno, venne colpita anch'essa dalla medesima tempesta, ma era ignara del fatto che gli spagnoli li stessero per intercettare, riuscendo a giungere in Inghilterra con la perdita di una sola nave. Padilla alla fine ordinò la ritirata in Spagna. Le navi inglesi di ritorno catturarono un gran numero di navi spagnole dalle quali ottennero un gran numero di informazioni sull'Armada. L'Inghilterra venne pervasa dal panico, in gran parte perché la flotta inglese si trovava in mare aperto con le coste inglesi in gran parte indifese. Inoltre la relazione tra la regina Elisabetta I d'Inghilterra ed il conte di Essex deteriorò ulteriormente e Charles Howard, conte di Nottingham, sostituì lo stesso conte di Essex al comando della flotta inglese. Howard immediatamente inviò la flotta a dare la caccia agli spagnoli, anche se molte navi erano ormai riuscite a raggiungere i loro porti di partenza. Ogni altra nave rimasta indietro venne catturata con gli uomini che trasportava e gli interi equipaggi a bordo. Filippo accusò del fallimento dell'impresa i comandanti dell'Armada, in particolare Padilla. L'Armada fu l'ultimo tentativo di invasione che Filippo II portò avanti prima della sua morte.

## Antefatto
La guerra tra Spagna e Inghilterra era in corso da quasi dodici anni ma entrambe le parti avevano ottenuto ben poco successo. Il risultato dell'intervento di Filippo II nelle guerre di religione in Francia in supporto alla Lega cattolica, aveva portato gli spagnoli a stabilire delle guarnigioni lungo le coste francesi e fiamminghe dagli anni '80 del Cinquecento. Queste basi avevano un importante valore strategico perché permettevano di minacciare l'Inghilterra in maniera diretta. Nel frattempo, anche l'Inghilterra decise di intervenire in Francia, ma in supporto di re Enrico IV di Francia, in virtù del Trattato di Greenwich. Gli spagnoli catturarono Calais nel 1596 il che voleva dire che l'invasione dell'Inghilterra era ancora più vicina. Come risultato, dopo la disperata richiesta dei francesi di mantenere il posto per la firma della pace con la Spagna, gli inglesi firmarono la Triplice Alleanza con la repubblica olandese e con la Francia. L'anno successivo l'Inghilterra inviò una propria flotta al comando del conte di Essex e di Charles Howard a Cadice per catturare la città e compiere razzie. A questo punto Filippo decise di prendere in considerazione la difesa dell'intera penisola ispanica.
In un'ondata di vendetta dopo la sconfitta di Cadice, Filippo II emanò l'ordine di preparare una grande flotta da inviare in Inghilterra coi medesimi scopi e per prendere il porto francese di Brest. Poco dopo l'uscita dal porto, ad ogni modo, la flotta si arenò presso Capo Finisterre con la perdita di molte navi (tra cui diversi galeoni), uomini, rifornimenti e denaro trasportati a bordo. I costi dell'operazione furono spaventosi; le due navi che trasportavano la cassa della flotta scomparvero tra le onde nel mare. Il re di Spagna, tutt'altro che rassegnato, ordinò la preparazione di una nuova flotta per l'invasione, benché le Cortes Generales dicessero che lo stato non disponeva di fondi sufficienti. Come risultato, le Cortes vennero sciolte da Filippo ed ebbe inizio una crisi finanziaria. La sconfitta di Cadice, il fallimento dell'Armada e la guerra in Francia e nei Paesi Bassi portarono in quell'anno la Spagna in bancarotta; era la terza del regno di Filippo II. A questo si aggiunse un raccolto disastroso in Spagna e la carestia colpì migliaia di persone. Questo portò a molte proteste da parte della cittadinanza che non fu in grado di pagare le tasse. La costituzione della triplice alleanza inoltre aveva reso difficoltoso l'acquisto di grano all'estero. Malgrado questo, la flotta venne ricostruita seppur tra mille difficoltà. Grande peso in denaro lo ebbero i banchieri italiani che concessero a Filippo II il denaro necessario per rifornire la flotta di truppe e rifornimenti.

### L'Armada

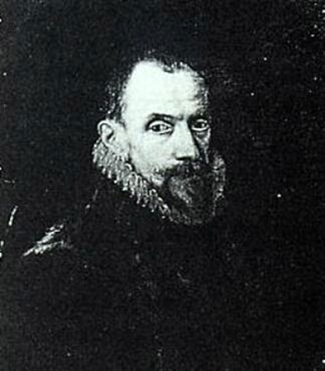
Juan del Águila, l'ammiraglio generale dell'Armada

Pedro Lopez de Soto, il segretario dell'Adelantado di Castiglia divenne il comandante della nuova flotta. L'intera forza, secondo quanto stimato da Lopez de Soto, era enorme in termini di navi e di uomini, come pure di rifornimenti. L'obbiettivo primario era l'Irlanda per supportare una rivolta locale scatenata da Hugh O'Neill, conte di Tyrone ma i comandanti spagnoli più esperti desideravano invece attaccare direttamente l'Inghilterra. Il re spagnolo ad ogni modo intervenne nella diatriba ed ordinò di attaccare Brest per distrarre le truppe impegnate nei Paesi Bassi. Quando giunse la notizia che gli inglesi erano salpati in forze sotto il comando del conte di Essex ed erano prossimi alle coste della penisola spagnola e da qui si sarebbero diretti verso le Azzorre per cercare di catturare le navi tesoriere spagnole, il panico iniziò a diffondersi nella corte spagnola. Questa notizia disturbò il piano che Filippo stesso si era prefissato. Il re quindi si risolse a dover rinunciare alla vendetta per colpire direttamente il suo obbiettivo.
A La Coruña la flotta venne assemblata sotto il comandante Juan del Águila in qualità di ammiraglio generale e feldmaresciallo, e sotto Martín de Padilla, l'Adelantado, il comandante delle truppe d'invasione. Il piano venne quindi cambiato e dall'Irlanda la meta divenne il porto di Falmouth in Cornovaglia. Gli spagnoli intendevano conquistare la città e il porto locali per costringere Elisabetta I a firmare una pace, sperando nel supporto dei cattolici locali. Questi si supponeva sarebbero accorsi in numero di molto maggiore rispetto all'invasione del 1588. La soldataglia avrebbe dovuto prendere Falmouth mentre le navi avrebbero intercettato e distrutto la flotta del conte di Essex di ritorno dalle Azzorre. L'altro obbiettivo, e nel contempo diversivo, era la città di Milford Haven nel Galles, un buon punt odi approdo dove già Enrico VII d'Inghilterra aveva sbarcato i suoi uomini per sconfiggere re Riccardo III nel 1485. Un osservatore spagnolo aveva inoltre notato come la città di Milford ospitasse diversi cattolici che erano ostili agli inglesi. La verità ad ogni modo era che i capitani e gli ufficiali dell'Armada apparivano confusi dal momento che non sapevano realmente quali fossero gli scopi dell'operazione, se si trattasse di un'invasione, di un raid o di semplici scontri navali. Per timore della presenza di spie e disertori tra gli uomini della flotta, infatti, solo l'alto comando era a conoscenza dei piani. Tutto il resto, si disse agli uomini che sarebbe stato loro rivelato al loro arrivo sulle coste inglesi.

Milford Haven nel Galles

La presa di Falmouth o di Milford era una strategia che chiaramente si configurava come una vendetta per la presa di Cadice da parte degli inglesi. Questa operazione a sua volta avrebbe spinto gli inglesi a ritirare le loro truppe dal continente, sia in Francia che nelle Province Unite. Se non lo avessero fatto, le città catturate sarebbero servite come base per un'invasione dell'Inghilterra, o perlomeno come minaccia al commercio inglese ed olandese.
A La Coruña vi erano in tutto 108 navi, ma altre se ne aggiunsero in seguito. Al 1 ottobre la flotta era composta di 136 navi per un carico totale di 34 080 tonnellate, di cui 44 erano galeoni reali, per un totale di 12 686 tonnellate; 16 mercantili per 5880 tonnellate, 52 hulk tedeschi e fiamminghi per 15 514 tonnellate e 24 tra caravelle, pinacce e barche. 8634 soldati, 4000 marinai, un totale di 12 634 uomini e 300 cavalli. Tra questi vi era anche Carlos de Amésquita che aveva razziato la Cornovaglia due anni prima, e conosceva bene il territorio inglese. Gli spagnoli avevano con sé molti tercios (truppe d'élite), ma molti soldati provenivano dai domini spagnoli in Italia come Napoli e la Lombardia e non avevano mai visto un campo di battaglia.
L'armata spagnola venne quindi posta in mare da La Coruña il 18 ottobre.

## L'esecuzione del piano
L'Armada lasciò La Coruña e Ferrol ed era destinata ad incontrarsi con un'altra flotta al comando dell'ammiraglio Diego Brochero che era partita da Blavet in Bretagna (paese sotto il controllo spagnolo) con un migliaio di uomini al comando del generale Pedro de Zubiaur. Venne indetto quindi un consiglio di guerra per decidere i dettagli finali dello sbarco.
Il 17 ottobre 1597, dopo tre giorni di navigazione in buone acque, la flotta giunse al Canale della Manica e poté avanzare verso le coste inglesi senza opposizioni. Una sola barca inglese venne intercettata ed affondata e la sua ciurma fatta prigioniera.

### La tempesta

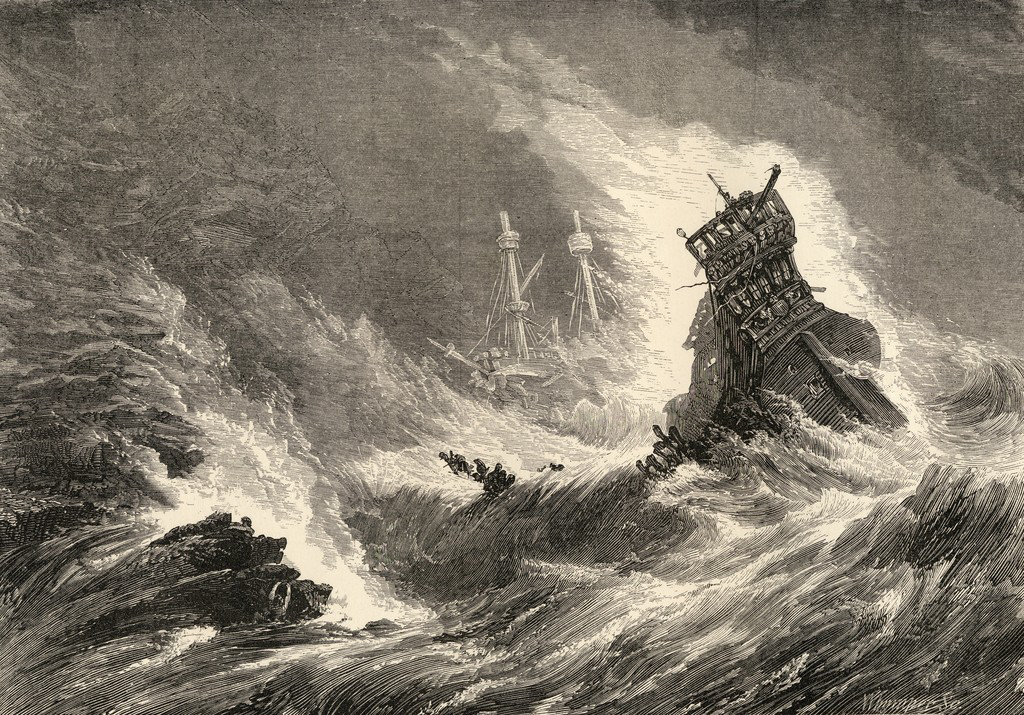
Le navi spagnole nella tempesta

Le cose ad ogni modo cambiarono quando il tempo atmosferico mutò improvvisamente; un vento da est nel giro di pochi giorni portò sul posto una tempesta. Ad ogni modo questa volta non vi furono gli eventi catastrofici del 1588 e gli spagnoli avevano maggior confidenza con le tempeste locali.
In un primo momento, l'Adelantado sperò che il tempo si calmasse vedendo calare il vento, ma il giorno successivo i venti si intensificarono invece. Per tre giorni imperversò la tempesta, le navi spagnole preferirono attraccare piuttosto che subire ulteriori danni. Il galeone che trasportava don Pedro Guevara, generale d'artiglieria, andò a fuoco ed esplose in un tremendo botto. Un altro grande vascello con equipaggiamento d'assedio e oggetti infiammabili (per bruciare le navi inglesi ancorate a Falmouth) esplose anch'esso con la nave ad esso annessa piena di soldati francesi. Solo uno dei grandi galeoni ad ogni modo colò a picco, la San Bartolomé, che si scagliò sulle rocce dell'Isole Scilly. A bordo della San Pedro, Brochero si ancorò nel golfo di Biscaglia con la nave pesantemente danneggiata, ma si rimise ben presto in mare per raggiungere il resto dell'Armada.

### Intercettazioni e sbarchi
Una delle navi spagnole sfuggite alla tempesta venne catturata al largo delle Isole Scilly da una pinaccia inglese. Sebbene la nave colò a picco mentre si stava portando a Penzance, i prigionieri vennero invece portati a Falmouth. Qui il capitano inglese riportò che la flotta spagnola si trovava a circa trenta leghe dalle isole Scilly. I prigionieri avevano inoltre con loro lettere e piani relativi al loro incontro a Falmouth. Questa era la prima indicazione per gli inglesi che gli spagnoli stavano puntando alla Cornovaglia e per questo venne immediatamente convocato il Privy Council. Ad ogni modo, l'evidenza di una sola nave non era sufficiente a giustificare le voci sul conto degli spagnoli. Del resto la flotta inglese non era ancora rientrata. Le poche navi nell'area, tra cui la Vanguard, vennero immediatamente inviate sul posto ed il cugino della regina, il conte di Ormond, ottenne il comando di tutte le forze militari dell'Irlanda nel caso in cui gli spagnoli decidessero seriamente di sbarcare in quel luogo. Elisabetta stessa venne informata dall'arrivo degli spagnoli il 26 ottobre, due giorni dopo l'apertura del parlamento.

La tempesta aveva avuto un notevole effetto sulla flotta spagnola; molte navi vennero spazzate a nord della Cornovaglia verso la costa gallese. I capitani spagnoli si ritrovarono quindi come convenuto. Tre navi spagnole giunsero nei pressi del Pembrokeshire e si diressero verso Milford Haven, l'obbiettivo secondario dell'operazione. La caravella Nuestra Senora Buenviage (40 tonnellate), venne portata dalla tempesta a Milford Haven, dove però venne catturata e saccheggiata dagli inglesi. A bordo aveva oro e argento che passò nelle mani della milizia inglese del Galles. Un altro vascello si spiaggiò presso Aberdyfi il 26 ottobre: era la Bear of Amsterdam, olandese, incagliatasi a causa della scarsa visibilità Gli uomini, sbarcati, subirono un'imboscata da parte della milizia del Merionethsire. Fecero in tempo a tornare alla nave (lasciando sul campo due morti e quattro prigionieri), ma non riuscirono a ripartire per la mancanza di venti propizi. Al largo dell'isola di Caldey, una nave tesoriera spagnola partita da Dunkirk si incagliò ma riuscì a ripartire poco dopo, sfuggendo agli inglesi. Il grosso della forza spagnola riuscì a sbarcare 700 soldati d'élite sulla spiaggia di Falmouth, e questi qui rimasero attendendo rinforzi. La milizia gallese e inglese iniziò a giungere in gran numero (sebbene scarsamente armata). Senza speranza di rinforzi, gli spagnoli si rimbarcarono due giorni dopo il loro arrivo.

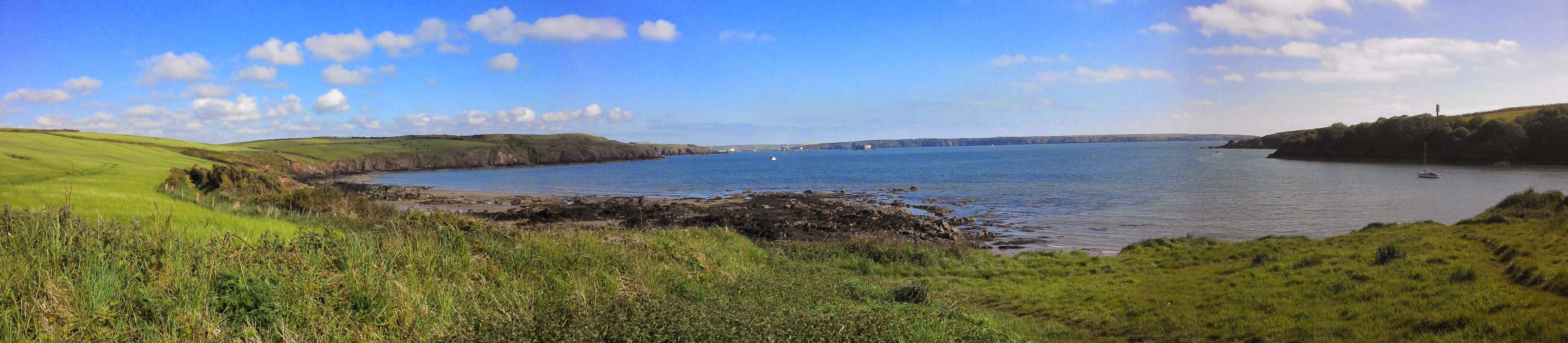
Panoramica della spiaggia di Sandy Haven presso Milford Haven - alcune navi spagnole si incagliarono qui

### I preparativi inglesi
Le voci crearono non poca confusione anche tra gli inglesi e Plymouth e l'area circostante vennero messe sull'allerta. Sir Ferdinand Gorges il governatore del forte di Plymouth mise di guardia 500 uomini e una pinaccia venne inviata in avanscoperta nelle acque attorno alla ricerca della flotta spagnola. Gorges seppe degli sbarchi in Cornovaglia e nel Galles e del fatto che la flotta spagnola era stata avvistata in acque inglesi e subito inviò un rapporto alla regina a Londra. In molti si mobilitarono sia in Inghilterra che nel Galles. Delle truppe vennero richiamate da Amiens in Francia (che era stata catturata dalle forze anglo-francesi il mese precedente). Charles Blount, VIII barone Mountjoy venne posto al comando delle forze inglesi che ebbero il compito, salpando da Chatham, di sbarcare sulle coste della Cornovaglia e del Devon. Seppur dispersi da una tempesta, riuscirono a raggiungere Falmouth alcuni giorni dopo, ma al loro arrivo nessuna nave spagnola era stata avvistata.
Nel contempo alcune navi spagnole continuavano a trovarsi invece al largo delle coste inglesi, pur non riuscendo ad attraccare ad alcun porto.

### L'arrivo della flotta inglese

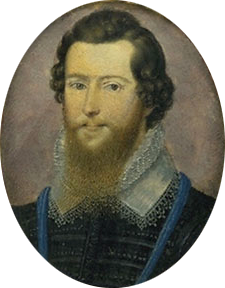
Il conte di Essex

Il 23 ottobre, il giorno dopo che gli spagnoli avevano ordinato alle truppe di tornare in patria, alcune navi della flotta inglese iniziarono a tornare a Falmouth, Plymouth e Dartmouth ma curiosamente riuscirono a mancare in pieno la flotta spagnola in ritirata. Ad un certo punto entrambe le flotte si stavano dirigendo su linee divergenti. Il conte di Essex al suo arrivo seppe dal barone di Mountjoy della situazione ed entrambi vennero sorpresi che nessuna delle loro navi avesse almeno avvistato una nave spagnola. Il conte di Essex immediatamente scrisse una lettera al parlamento ed una alla regina per salvare la situazione. Il governo comprese quindi le reali intenzioni della flotta spagnola: catturare Falmouth o Milford Haven o intercettare la flotta inglese di ritorno dalle Azzorre. Ad ogni modo la regina scrisse ordinando che la flotta inglese alle Azzorre tornasse a difendere i confini della madrepatria che erano stati lasciati sguarniti. Il conte di Essex immediatamente si portò a corte per spiegare le azioni da lui compiute per contrastare gli spagnoli, ma la regina lo accolse freddamente; dopo questo incontro si portò a Wanstead per qualche tempo. Howard, in assenza del conte di Essex, ottenne il comando della flotta.
Alcuni giorni dopo l'arrivo dell'ultima nave inglese dell'ammiraglio Sir Walter Raleigh a bordo del galeone Arspite al comando di Sir Arthur Gorges che venne inviato a St Ives. La Warspite si trovava nel porto per delle riparazioni ma ben presto avvistò una barca ed una pinaccia spagnole. Gorges le intercettò e le catturò entrambe con i soldati e la ciurma che trasportavano, portandole con sé a St Ives. Juan Triego il capitano della pinaccia spagnola venne interrogato da Gorges e da Raleigh; venne costretto a rivelare i piani e le posizioni degli spagnoli. Gli inglesi vennero inoltre a sapere che gli spagnoli avevano precedentemente avuto le informazioni sulle coste inglesi grazie ad alcuni prigionieri l'anno precedente. Il capitano della barca spagnola catturata, Perez confermò le medesime informazioni. Tutti gli altri ufficiali prigionieri e capitani, sia a St Ives che a Milford Haven vennero interrogati. Gli inglesi ottennero così ulteriori informazioni dettagliate e venne compreso l'enorme pericolo del fronteggiare una tale formazione. La flotta spagnola si era avvicinata di dieci leghe all'area definita The Lizard e pertanto il pericolo all'epoca era piuttosto reale.

### Il ritorno in patria degli spagnoli

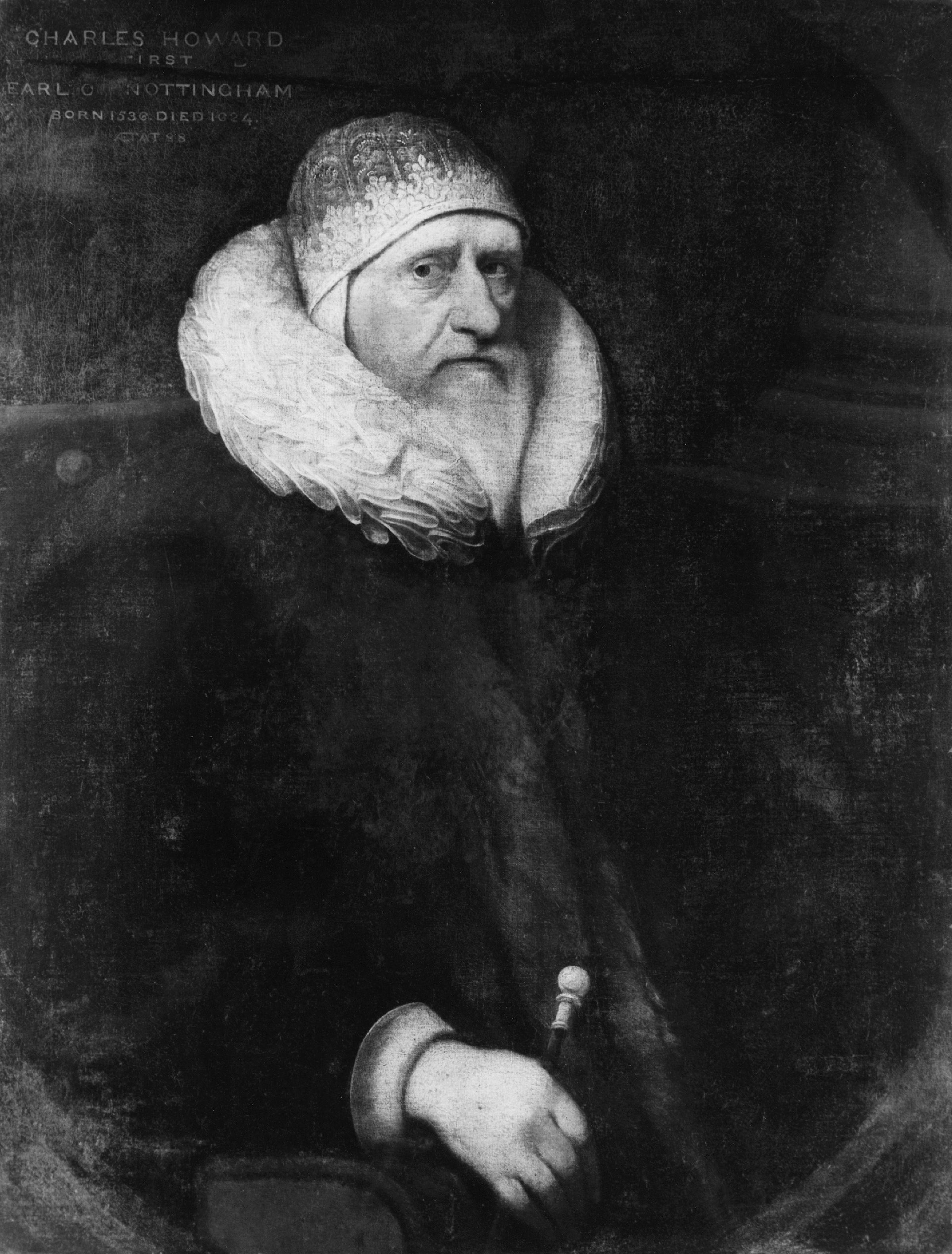
Charles Howard, I conte di Nottingham

Raleigh, creato luogotenente generale, si portò da St Ives ad unirsi con le forze di Howard a Plymouth. Immediatamente i due misero in mare una piccola flotta (molti marinai erano esausti perché provenienti dalla spedizione delle Azzorre) per inseguire gli spagnoli. Il barone Mountjoy prese il comando delle forze di terra ed organizzò le truppe e la milizia a Plymouth e nell'area circostante, venendo ben presto supportato da ulteriori truppe provenienti dai Paesi Bassi. Quando però gli inglesi si erano decisi ad agire, gli spagnoli erano già giunti a La Coruña, per quanto i primi lo ignorassero. Gli inglesi si portarono sino al Golfo di Biscaglia ma non notarono la presenza spagnola nell'area.
Il 30 ottobre una nave da guerra al comando del capitano Bowden della flotta di Howard intercettò e catturò una nave della flotta spagnola al largo di Capo Finisterre, in Galizia. La nave aveva con sé un capitano e 40 soldati oltre ai marinai della ciurma. Il capitano e gli ufficiali vennero interrogati e diedero la medesima versione del piano per l'invasione spagnola, ma il capitano riferì di aver visto una sola delle navi partite con lui a 30 leghe dalla costa spagnola. Si comprese che gli spagnoli si stavano ritirando ed evidenza di questo fatto venne data anche da Sir George Carew a bordo della Adventure il quale, dopo una tempesta, si era portato a sud ed aveva notato undici navi con la bandiera della Castiglia che facevano rotta verso la Spagna. Le navi spagnole erano troppo lontane per venire intercettate ad ogni modo e pertanto Carew pensò di tornare alla flotta di Howard con le proprie navi per dare ai propri superiori la notizia. I rapporti che diede indicavano chiaramente che l'invasione poteva dirsi conclusa; Howard e Raleigh inviarono dei rapporti sia al parlamento che a corte.

### La conclusione
L'unica nave spagnola nell'area abbandonata dall'Armada era la Bear of Amsterdam (12 tonnellate) che ancora si trovava ancorata a Aberdyfi. Dopo dieci giorni senza i venti adatti, la Bear of Amsterdam venne abbandonata. Inizialmente gli uomini tentarono di bruciarla, ma poi preferirono semplicemente abbandonarla per la presenza di venti contrari che impedivano l'accensione di grandi fuochi. Venne trascinata nella penisola della Cornovaglia e subì ulteriori danni. A Falmouth venne catturata il 10 novembre un'altra nave spagnola. Questa venne portata a Dartmouth ed i 70 spagnoli a bordo vennero fatti prigionieri, e questa fu l'ultima nave dell'Armada a venire catturata.

## Conseguenze
A metà novembre era chiaro che l'invasione dell'Armada spagnola poteva dirsi sfumata nel nulla. La flotta, le milizie e le truppe inglesi vennero mantenute in allerta ma poco dopo si comprese che il pericolo era ormai passato e le formazioni vennero fatte tornare nei loro quartieri invernali. Ulteriori truppe erano giunte dal continente, ma queste tornarono in Olanda o in Francia quando la situazione fu chiarificata.
Sette navi in tutto e 15 vascelli affondarono; sei navi spagnole in totale dell'Armada vennero catturate dagli inglesi tra l'Inghilterra sudoccidentale ed il Galles occidentale. Andò perduto un solo galeone, mentre un mercantile venne catturato dai francesi con 300 uomini a bordo. In tutto tra 1500 e 2000 soldati, marinai e civili andarono perduti nel corso dell'operazione, catturati o malati. Il 21 novembre al porto di La Coruña erano presenti in tutto 108 vascelli, molti dei quali necessitavano di riparazioni, mentre l'intera flotta aveva bisogno di nuovi rifornimenti, in particolare di vettovaglie. Con queste perdite, il fallimento della campagna pose fine ad ogni speranza di concludere un attacco fruttuoso ai danni dell'Inghilterra. Inoltre i cattolici inglesi non erano insorti in rivolta come si aspettavano gli spagnoli al momento del loro sbarco dal momento che nemmeno erano stati informati del loro arrivo. Re Filippo secondo il comandante spagnolo aveva molto confidato nell'aiuto di Dio nei preparativi; Padilla era così arrabbiato per il tentativo fallito da arrivare a dire al re:
(Martín de Padilla al re di Spagna)

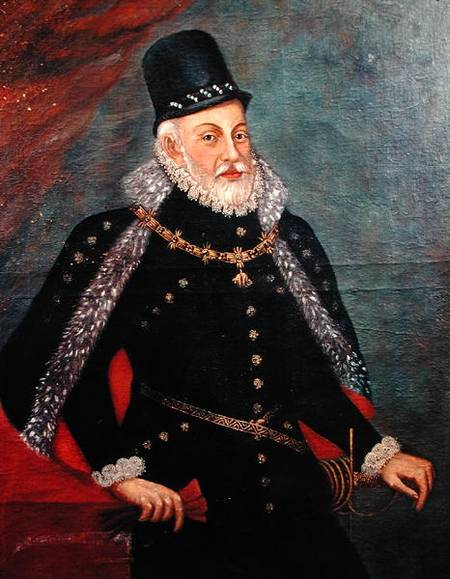
Filippo II di Spagna

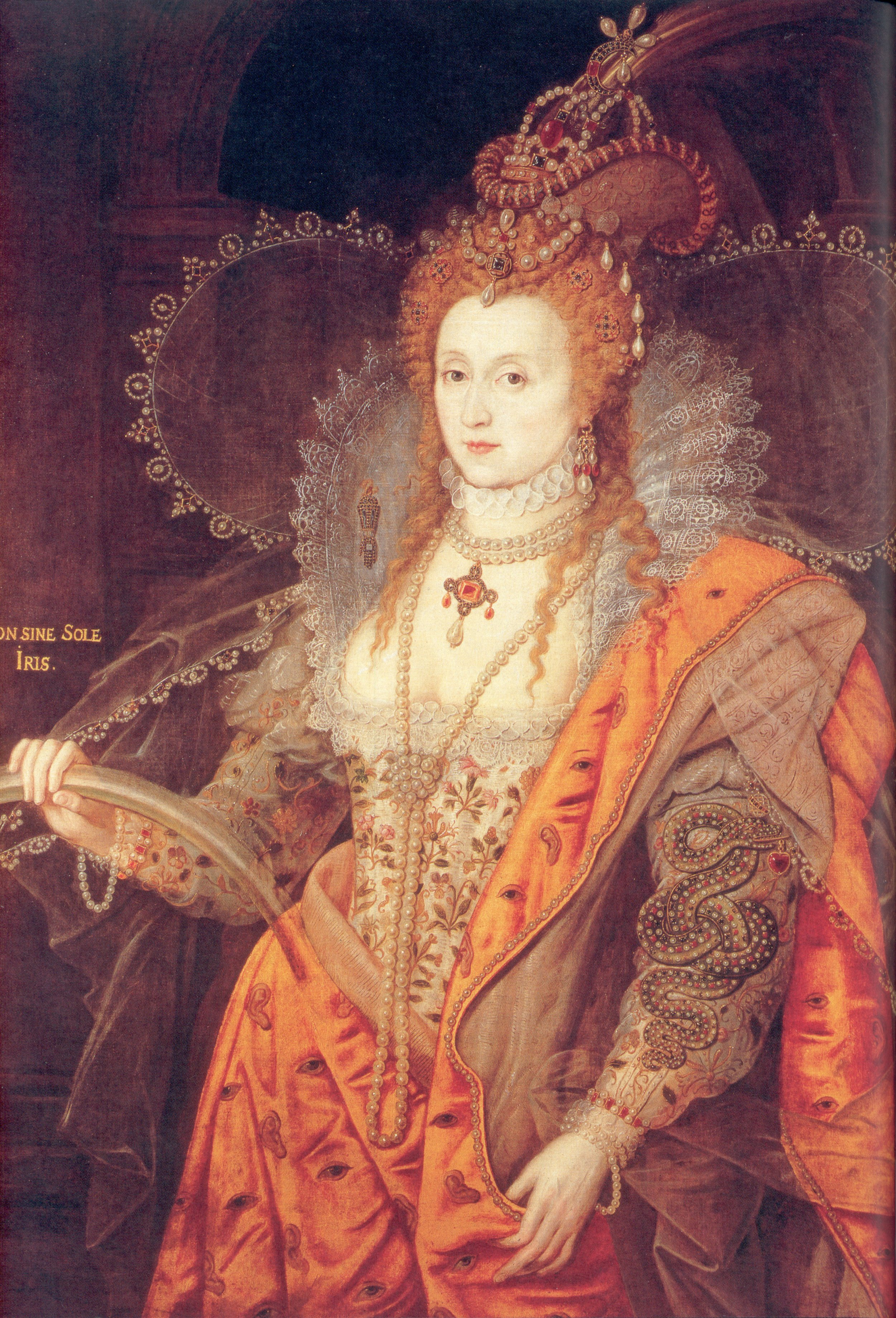
Elisabetta I d'Inghilterra

Il re spagnolo rimase distrutto dalla notizia sapendo che non avrebbe avuto modo di costituire una nuova armata da inviare contro gli inglesi, né in termini di tempo né, soprattutto, per quanto riguarda le risorse necessarie. Si ammalò, gli venne una paralisi e si ritirò nel suo palazzo. Diverse furono le processioni che si tennero in tutto il regno per far sì che il re riacquistasse la salute. Prima di ammalarsi, ad ogni modo, Filippo aveva espressamente chiesto di volere ormai solo la pace. La sua salute non recuperò ed il sovrano morì l'anno successivo.
Per quanto riguarda gli inglesi ed in particolare per la regina Elisabetta fu una fortuna l'aver potuto salvare l'Inghilterra. La sovrana era in collera col conte di Essex per il fallimento della spedizione delle Azzorre e per il fatto che egli aveva lasciato le coste inglesi quasi senza difese. Gli inglesi avevano ottenuto informazioni vitali dai prigionieri delle navi spagnole catturate. Seppero in tempo reale ciò che stava accadendo, anche se la strategia spagnola si dimostrò essenzialmente fallimentare. Howard al suo ritorno a Londra venne creato conte di Nottingham dalla regina Elisabetta I.
Gli inglesi impararono però una lezione, in particolare a Falmouth, dove il consigliere militare del barone di Mountjoy, il geniere Paul Ivey, si occupò del rafforzamento dei castelli di St Mawes e Pendennis. Secondo le informazioni avute dai prigionieri gli spagnoli sarebbero tornati con una nuova invasione l'estate successiva, ma solo se Falmouth o Milford fossero state catturate. Questo fatto venne confermato da una spia inglese in Spagna. Le difese di Plymouth e di Milford Haven vennero quindi migliorate e la milizia venne formata adeguatamente a fronteggiare un eventuale esercito spagnolo. Tutte le compagnie olandesi nei Paesi Bassi vennero spostate in Cornovaglia, le truppe inglesi in Francia tornarono a combattere con Enrico IV in Bretagna e posero fine alla guerra franco-spagnola con la firma della Pace di Vervins.
Gli spagnoli non ritentarono più l'impresa. I costi della spedizione erano stati rovinosi per il regno di Spagna che era andato nuovamente in bancarotta. Tutto sommato però la situazione era stata migliore della spedizione precedente.
Il fallimento dell'Armada cedette il passo all'iniziativa degli inglesi che furono in grado di controbattere subito agli spagnoli. Per la prima volta nella storia navale inglese, vennero lanciati dei veri e propri blocchi navali guidati da William Monson e da Richard Leveson il più importante dei quali fu quello di Sesimbra del 1602. Gli inglesi riuscirono a difendere accuratamente la Manica qualche mese dopo quando una flotta di galee spagnole venne sconfitta da una flotta anglo-olandese.
Il nuovo re Filippo III nel 1598 si dimostrò più cauto del suo predecessore, e su consiglio del duca di Lerma tenterà un'ultima volta di attaccare l'Inghilterra. Questa volta egli preferirà agire in Irlanda nel 1601 tentando di supportare i clan locali insorti sotto la guida di Hugh O'Neill contro il governo inglese. L'Armada in quest'occasione ebbe modo di sbarcare una piccola forza al comando di Juan del Águila e di Pedro de Zubiaur, ma una pesante tempesta compromise ancora una volta l'esito dell'operazione. La sconfitta si rivelò totale a seguito della Battaglia di Kinsale.

## Media
Gli eventi della spedizione dell'Armada vennero raccontati nel racconto storico The Grove of Eagles di Winston Graham.